# 알피코 교통 가미코치선
가미코치선(일본어: 上高地線, かみこうちせん)은 알피코 교통의 유일한 철도 노선이다. 나가노현 마쓰모토시에 위치하는 마쓰모토역과 신시마시마역을 잇는다.
2011년에 운행 회사 명칭이 "마쓰모토 전기철도"에서 "알피코 교통"으로 변경되었으나 "마쓰모토 전기철도 (가미코치선)" 또는 "마쓰모토 전철 (가미코치선)"이라고 안내되기도 한다.

## 역사
- 1921년 10월 2일: 지쿠마 철도 시마시마선으로 마쓰모토 ~ 니무라 구간(6.2km)이 개통, 직류 600V 전철화.
- 1922년
  - 5월 3일: 니무라 ~ 하타 구간(4.9km)이 개통. 니시모쓰모토(현재: 나기사)역이 영업 개시.
  - 9월 26일: 하타 ~ 시마시마 구간(4.6km)이 개통.
  - 10월 31일: 회사 명칭이 지쿠마 전기철도로 변경.
- 1924년
  - 2월 20일: 엔도역이 영업 개시.
  - 8월 26일: 아카마쓰(현재: 신시마시마)역이 영업 개시.
- 1927년 5월 1일: 니시마쓰모토역이 영업 개시(1922년에 영업 개시한 니시마쓰모토역은 나기사역으로 명칭 변경)
- 1932년 12월 2일: 회사 명칭이 마쓰모토 전기철도로 변경.
- 1955년 4월 1일: 시마시마선에서 가미코치선으로 명칭 변경.
- 1957년 11월 1일: 전철화 전압을 750V에 변경.
- 1966년 10월 1일: 아카마쓰역을 신시마시마역으로 명칭 변경.
- 1967년 7월 15일: 나고야역에서 운행되는 일본국철 급행 열차인 코마쿠사호(こまくさ号)가 직결 운행 개시.
- 1973년(날짜 미상): 코마쿠사호 폐지.
- 1983년 9월 28일: 태풍 제10호 포러스트가 일으킨 재해로 신시마시마 ~ 시마시마 구간이 운행 휴지.
- 1985년 1월 1일: 신시마시마 ~ 시마시마 구간이 폐지.
- 1986년 12월 24일: 전철화 전압을 1,500V에 변경, 1인 승무 개시.
- 1999년 10월 25일: ATS 설치.
- 2002년 2월 2일: 기타니역을 기타니・마쓰모토다이가쿠마에역으로 명칭 변경.
- 2011년 4월 1일: 회사 명칭이 알피코 교통으로 변경.
- 2017년 3월: 역번호 도입.

## 차량
- 3000형(1999년 도입, 옛 게이오 전철 3000계 전동차)
- 20100형(2022년 도입, 옛 도부 철도 20000계 전동차)

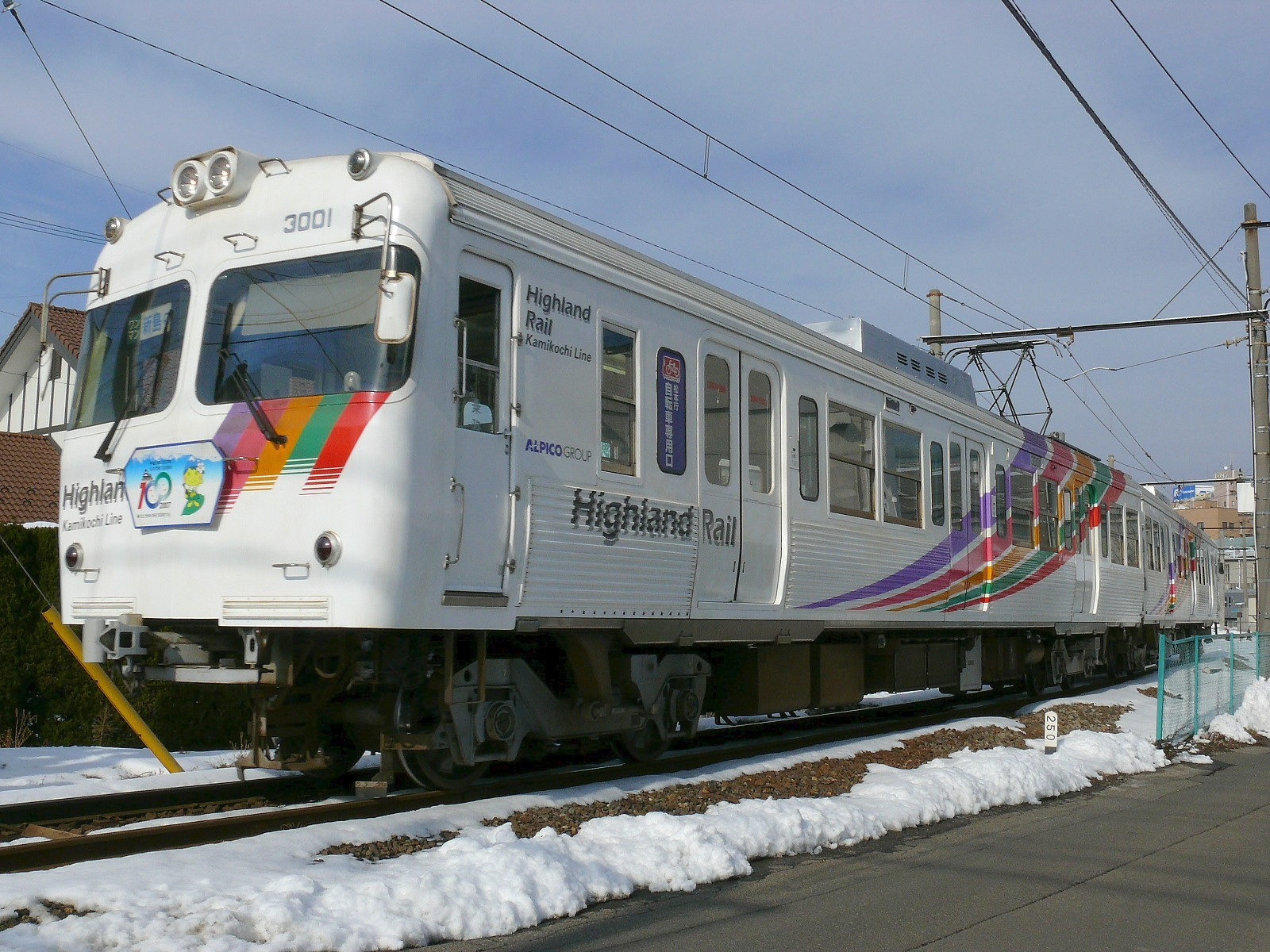
3000형
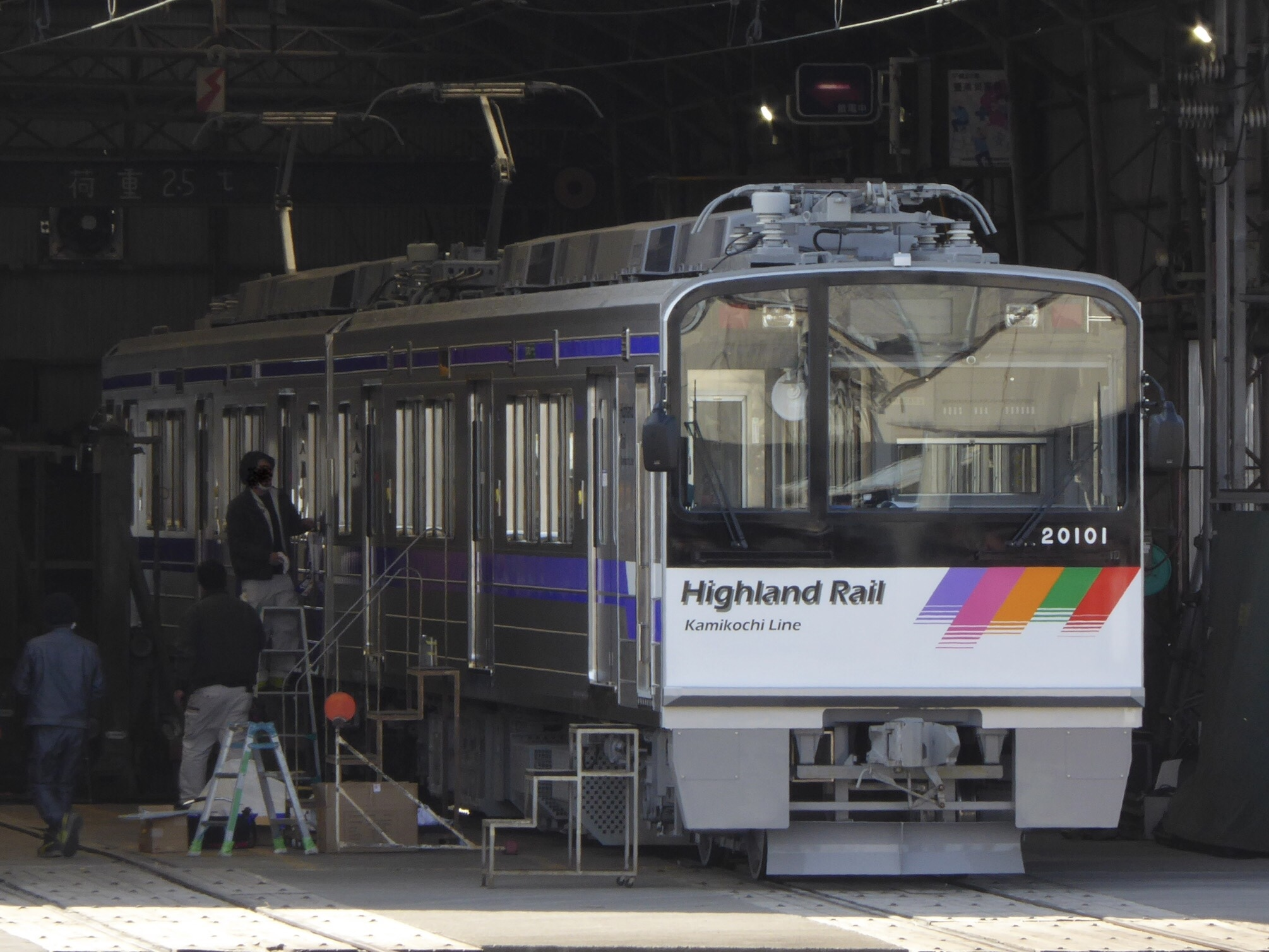
20100형

### 퇴역 차량
- 5000형(1986년 도입, 2000년 운행 종료, 옛 도쿄 급행 전철 5000계 전동차)

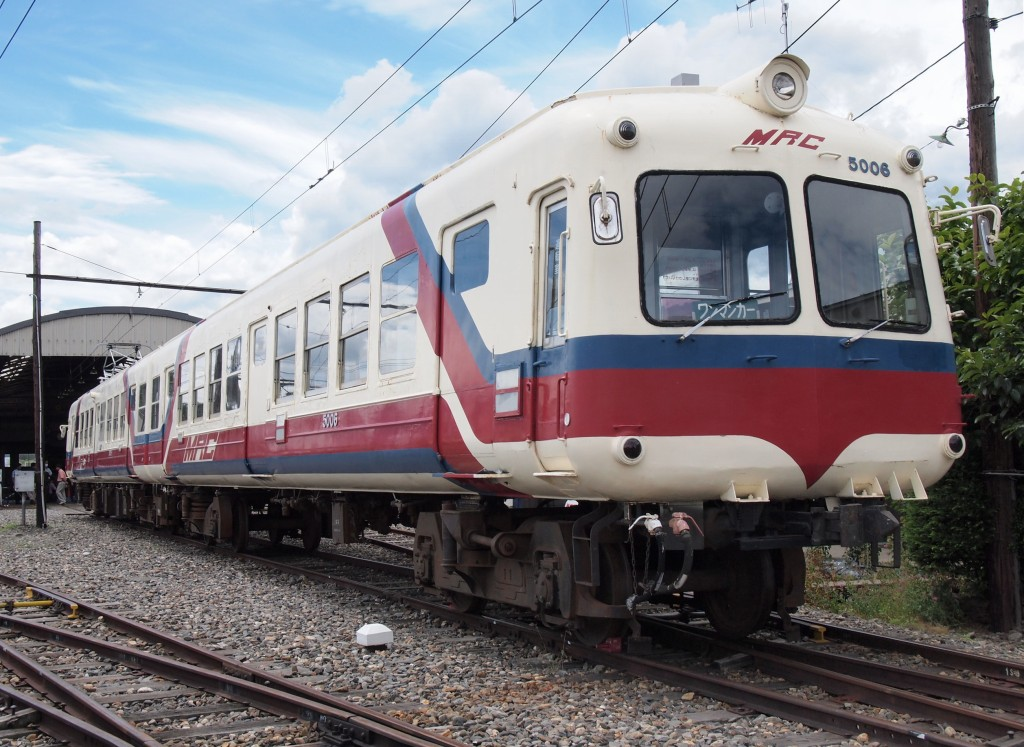
5000형

## 역 목록
전 구간이 나가노현 마쓰모토시에 위치한다.
| 역 번호 | 역 이름                  | 일본어 이름      | 거리 | 접속 노선                           |
| ------- | ------------------------ | ---------------- | ---- | ----------------------------------- |
| AK-01   | 마쓰모토                 | 松本             | 0.0  | 동일본여객철도 시노노이선, 오이토선 |
| AK-02   | 니시마쓰모토             | 西松本           | 0.4  |                                     |
| AK-03   | 나기사                   | 渚               | 1.1  |                                     |
| AK-04   | 시나노아라이             | 信濃荒井         | 1.9  |                                     |
| AK-05   | 오니와                   | 大庭             | 2.6  |                                     |
| AK-06   | 시모니                   | 下新             | 4.4  |                                     |
| AK-07   | 기타니・마쓰모토다이가쿠 | 北新・松本大学前 | 5.4  |                                     |
| AK-08   | 니무라                   | 新村             | 6.2  |                                     |
| AK-09   | 사미조                   | 三溝             | 7.6  |                                     |
| AK-10   | 모리구치                 | 森口             | 8.6  |                                     |
| AK-11   | 시모지마                 | 下島             | 9.5  |                                     |
| AK-12   | 하타                     | 波田             | 11.1 |                                     |
| AK-13   | 엔도                     | 渕東             | 12.7 |                                     |
| AK-14   | 신시마시마               | 新島々           | 14.4 |                                     |

### 1985년에 폐지된 구간
소재지 표기는 1985년 1월 1일 기준이고 현재는 마쓰모토시이다.
| 역 이름    | 일본어 이름 | 거리 | 소재지                |
| ---------- | ----------- | ---- | --------------------- |
| 신시마시마 | 新島々      | 14.4 | 히가시치쿠마군 하타정 |
| 시마시마   | 島々        | 15.7 | 히가시치쿠마군 하타정 |